# Office national de la météorologie (Algérie)
Pour les articles homonymes, voir Office national de météorologie.
L'Office national de la météorologie (ONM), aussi connu comme Météo Algérie, (en arabe : الديوان الوطني للأرصاد الجوية (Ad-Dīwān al-Waṭanī lil-Arṣād al-Jawwīyah)) est l'établissement chargé de la veille météorologique en Algérie. Il fait partie de l'Organisation météorologique mondiale (OMM). Le service est sous la direction du ministère des transports algérien.

## Création
Les origines de l'ONM remontent à la ratification par l'Algérie de la convention de l'Organisation météorologique mondiale le 4 avril 1963.
L'ONM est créé par ordonnance no 75-25 du 29 avril 1975. Il devient un établissement public à caractère industriel et commercial (EPIC) à vocation scientifique et technique par le décret no 98-258 du 25 août 1998. L'office est issu de l’Établissement national de l’exploitation météorologique et aéronautique (ENEMA).

## Missions
La mission de l’ONM est de collecter les données météorologiques sur le territoire de l'Algérie et de produire des prévisions à court et long terme. Il doit les diffuser à la population et aux utilisateurs spécialisés, comme l'aviation et l'agriculture, ainsi qu'émettre des avertissements pour les conditions dangereuses. L'ONM participe à divers organismes internationaux dans ce domaine dont l'OMM.

## Organisation
L'ONM emploie plus de 1 000 personnes dont 65% météorologues et de techniciens. Il est financé par deux types de revenus : la vente de prévisions météorologiques aux entreprises et aux médias, ainsi que des subventions du ministère des Transports. Environ 85 % des recettes proviennent du domaine des prévisions à l'aviation et les 15 % restants viennent de la facturation pour des services spécialisés ou des subventions publiques,.
Ces revenus servent à maintenir un réseau de 82 stations météorologiques humaines à travers 6 directions régionales : Alger, Oran, Constantine, Ouargla, Béchar et Tamanrasset. Le service a également trois stations techniques à Ksar Chellala, Tiaret et à l’Assekrem pour l’observation du gaz à effet de serre, faisant partie de 28 stations à l’échelle mondiale. Il y a aussi plus de 300 postes climatologiques, dont plus de la moitié sont automatiques, et quelques radars météorologiques permettant de localiser les précipitations sur le vaste territoire algérien. L’exploitation de ces équipements est vitale pour la sécurité de la population et pour l'économie,.